# Altersbach
Altersbach – dzielnica miasta Steinbach-Hallenberg w Niemczech, w kraju związkowym Turyngia, w powiecie Schmalkalden-Meiningen. Do 31 grudnia 2018 jako samodzielna gmina wchodziła w skład wspólnoty administracyjnej Haselgrund.